# Cestrum amistadense
Cestrum amistadense är en potatisväxtart som beskrevs av A.K.Monro. Cestrum amistadense ingår i släktet Cestrum och familjen potatisväxter. Inga underarter finns listade i Catalogue of Life.